# Emilija Stojmenova Duh
Emilija Stojmenova Duh (ur. 25 grudnia 1985 w Winicy) – słoweńska inżynier i nauczycielka akademicka, w latach 2022–2024 minister.

## Życiorys
Urodziła się w Socjalistycznej Republice Macedonii. W 2002 zamieszkała w Mariborze, gdzie ukończyła szkołę średnią, a następnie studia na wydziale elektrotechniki i informatyki Uniwersytetu Mariborskiego. Uzyskała później doktorat. Pracowała w przedsiębiorstwie telekomunikacyjnym Iskratel. Została nauczycielką akademicką na Uniwersytecie Lublańskim. Koordynowała projekty badawczo-rozwojowe dotyczące wykorzystania nowych technologii cyfrowych dla rozwoju społeczności lokalnych. Przewodniczyła organizacji IEEE „Ženske v inženirstvu Slovenija”, była członkinią Global Young Academy. W latach 2018–2019 kierowała hubem innowacji cyfrowych DIH Slovenije, weszła w skład rady dyrektorów słoweńskiej agencji badawczej ARRS.
W czerwcu 2022 z rekomendacji Ruchu Wolności objęła funkcję ministra bez teki do spraw transformacji cyfrowej w rządzie Roberta Goloba. W styczniu 2023 w tym samym gabinecie przeszła na nowo utworzone stanowisko ministra transformacji cyfrowej. We wrześniu 2024 podała się do dymisji, która w tym samym miesiącu została przyjęta przez premiera. Doszło do tego wkrótce po tym, jak w mediach ujawniono, że kilka miesięcy wcześniej jej samochód służbowy został zatrzymany w Austrii za bezprawne używanie niebieskich sygnałów świetlnych. Zaprzeczyła przy tym doniesieniom, jakoby jej resort próbował uniknąć zapłacenia związanego z tym zdarzeniem mandatu za przekroczenie dozwolonej prędkości. Zakończyła urzędowanie w kolejnym miesiącu.